# Les Lucs-sur-Boulogne
Les Lucs-sur-Boulogne és un municipi francès situat al departament de Vendée i a la regió de País del Loira. L'any 2007 tenia 3.172 habitants.

## Demografia

### Població
El 2007 la població de fet de Les Lucs-sur-Boulogne era de 3.172 persones. Hi havia 1.196 famílies de les quals 294 eren unipersonals (137 homes vivint sols i 157 dones vivint soles), 365 parelles sense fills, 494 parelles amb fills i 43 famílies monoparentals amb fills.
La població ha evolucionat segons el següent gràfic:
Habitants censats

### Habitatges
El 2007 hi havia 1.330 habitatges, 1.214 eren l'habitatge principal de la família, 42 eren segones residències i 74 estaven desocupats. 1.254 eren cases i 60 eren apartaments. Dels 1.214 habitatges principals, 901 estaven ocupats pels seus propietaris, 301 estaven llogats i ocupats pels llogaters i 13 estaven cedits a títol gratuït; 12 tenien una cambra, 62 en tenien dues, 190 en tenien tres, 325 en tenien quatre i 626 en tenien cinc o més. 1.001 habitatges disposaven pel capbaix d'una plaça de pàrquing. A 489 habitatges hi havia un automòbil i a 641 n'hi havia dos o més.

### Piràmide de població
La piràmide de població per edats i sexe el 2009 era:
| Homes | Edats   | Dones |
| ----- | ------- | ----- |
| 0     | 95 o +  | 0     |
| 4     | 90 a 94 | 20    |
| 36    | 85 a 89 | 48    |
| 16    | 80 a 84 | 64    |
| 32    | 75 a 79 | 84    |
| 60    | 70 a 74 | 64    |
| 56    | 65 a 69 | 44    |
| 56    | 60 a 64 | 88    |
| 40    | 55 a 59 | 44    |
| 72    | 50 a 54 | 92    |
| 112   | 45 a 49 | 76    |
| 88    | 40 a 44 | 116   |
| 80    | 35 a 39 | 80    |
| 120   | 30 a 34 | 108   |
| 96    | 25 a 29 | 88    |
| 88    | 20 a 24 | 52    |
| 96    | 15 a 19 | 120   |
| 76    | 10 a 14 | 76    |
| 88    | 5 a 9   | 88    |
| 76    | 0 a 4   | 52    |

## Economia
El 2007 la població en edat de treballar era de 1.969 persones, 1.591 eren actives i 378 eren inactives. De les 1.591 persones actives 1.512 estaven ocupades (826 homes i 686 dones) i 79 estaven aturades (26 homes i 53 dones). De les 378 persones inactives 170 estaven jubilades, 120 estaven estudiant i 88 estaven classificades com a «altres inactius».

### Ingressos
El 2009 a Les Lucs-sur-Boulogne hi havia 1.241 unitats fiscals que integraven 3.197 persones, la mediana anual d'ingressos fiscals per persona era de 16.697 €.

### Activitats econòmiques
Dels 123 establiments que hi havia el 2007, 5 eren d'empreses alimentàries, 1 d'una empresa de fabricació de material elèctric, 6 d'empreses de fabricació d'altres productes industrials, 30 d'empreses de construcció, 19 d'empreses de comerç i reparació d'automòbils, 6 d'empreses de transport, 7 d'empreses d'hostatgeria i restauració, 2 d'empreses d'informació i comunicació, 7 d'empreses financeres, 10 d'empreses immobiliàries, 9 d'empreses de serveis, 12 d'entitats de l'administració pública i 9 d'empreses classificades com a «altres activitats de serveis».
Dels 38 establiments de servei als particulars que hi havia el 2009, 1 era una oficina de correu, 2 oficines bancàries, 1 funerària, 4 tallers de reparació d'automòbils i de material agrícola, 6 paletes, 5 guixaires pintors, 3 fusteries, 4 lampisteries, 4 electricistes, 2 perruqueries, 4 restaurants, 1 agència immobiliària i 1 saló de bellesa.
Dels 4 establiments comercials que hi havia el 2009, 1 era un supermercat, 2 fleques i 1 una floristeria.
L'any 2000 a Les Lucs-sur-Boulogne hi havia 90 explotacions agrícoles que ocupaven un total de 4.347 hectàrees.

## Equipaments sanitaris i escolars
El 2009 hi havia 1 centre de salut i 1 farmàcia.
El 2009 hi havia 2 escoles elementals.

## Poblacions més properes
El següent diagrama mostra les poblacions més properes.